# Lorena Caravedo
Lorena Yolanda Caravedo Vásquez (Lima, 4 de noviembre de 1964) es una actriz y presentadora de televisión peruana. 
Ha actuado en producciones como Natacha, Estrellita, Qué buena raza, Eva del Edén y La pre.
En abril de 2000, ingresó a Televisión Nacional del Perú (posteriormente llamado TV Perú) condujo el programa matinal Por las mañanas, junto a Gustavo Mayer que duró hasta en marzo de 2002. En abril de 2002, condujo el programa se llama Hola Perú, a lado de Nicolasa fue una de las presentadoras de los primeros magacines que duró hasta el 9 de septiembre de 2011.
En 2012 participó en el musical Hairspray, en el Teatro Peruano Japonés.
Desde 2020, Caravedo se alejó de la televisión y se radicó en Canadá.

## Créditos

### Televisión
- 1987: ¡Qué noche de bodas!
- 1989: El hombre que debe morir
- 1990: Natacha como Karla.
- 1994: Gorrión como Camila.
- 1997: Lluvia de Arena
- 1997: Todo Se Compra Todo Se Vende
- 1998: La rica Vicky como Angela
- 1999: Gente como uno como Raquel
- 2000: Estrellita
- 2000-2002: Por las Mañanas - presentadora (Televisión Nacional del Perú).
- 2002-2011: Hola Perú - presentadora (TV Perú).
- 2002: Que buena raza como Janet Reátegui.
- 2003: Demasiada belleza como Azucena Pajuelo del Campo.
- 2004: Eva del Edén como Aldonza de Maravillas.[7]
- 2005: Los del Solar como Rebeca Seco.[7]
- 2006: Condominio S.A. como Yolanda.
- 2008: La pre como Chabela.
- 2011-2012: Entre tú y yo - presentadora (Panamericana Televisión).[8]
- 2013: Vacaciones en Grecia como Zoila.
- 2013: Avenida Perú como Carmen.
- 2014-2015: Lorena y Nicolasa - presentadora (Panamericana Televisión).
- 2015: Quality Products - presentadora por su 20 aniversario.
- 2015-2016: Día a día, el magazine de la tele - presentadora (Panamericana Televisión)
- 2017: Mujercitas como Norma Gutiérrez.
- 2018: Mi Esperanza como Socorro Cáceres.
- 2020 UDM Willax Televisión - presentadora

### Teatro
- 2012: Hairspray como Velma Von Tussle.[9]
- 2012: Hadas como Enriqueta.

### Películas
- 2009: Tarata como Gabriela.
- 2014: Viejos amigos como Rosita.
- 2016: Locos de amor como Gloria.